# A Gathering of Eagles
A Gathering of Eagles (Brasil: Águias em Alerta / Portugal: Águias de Alerta) é um filme americano de 1963 sobre a Guerra Fria, dirigido por Delbert Mann. É estrelado por Rod Taylor, Mary Peach, Barry Sullivan e Rock Hudson.

## Sinopse
Coronel designado a comandar e organizar as metas de base aérea de bombardeiros nucleares é prejudicado por sua própria intransigência.

## Elenco
- Rock Hudson — Coronel James Caldwell
- Rod Taylor — Coronel Hollis Farr
- Mary Peach — Victoria Caldwell
- Barry Sullivan — Coronel William Fowler
- Kevin McCarthy — Major-general J. T. "Happy Jack" KirbyInspector General
- Nelson Leigh — Major-general John Aymes
- Henry Silva — Coronel Joe "Smokin' Joe" Garcia
- Leora Dana — Evelyn Fowler
- Robert Lansing — Primeiro Sargento Sênior Banning
- Richard Le Pore — Sargento Kemler
- Ray Montgomery — Capitão Linke
- Richard Anderson — Coronel Ralph Josten
- Leif Erickson — General Hewitt
- Louise Fletcher — Srta. Kemler